# Mittsommerkrise

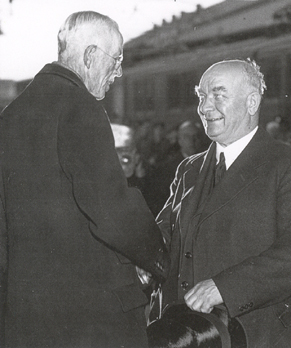
König Gustav V. und Per Albin Hansson (1941)

Die Mittsommerkrise (schwedisch Midsommarkrisen) war eine politische Krise in Schweden während des Zweiten Weltkrieges. Zu Beginn des Unternehmens Barbarossa, am 22. Juni 1941, wurde von deutscher und finnischer Seite die Verlegung der 163. Infanterie-Division von Norwegen über das Staatsgebiet des neutralen Schweden nach Finnland verlangt.
Die schwedische Regierung und der Reichstag waren bei dieser Frage gespalten. Ein bedeutender Teil der Sozialdemokraten und einige Liberale wollten das Ansinnen ablehnen. Der sozialdemokratische Ministerpräsident Per Albin Hansson erreichte, dass seine Partei einem Kompromiss zustimmte, indem er den Reichstagsmitgliedern den Eindruck vermittelte, dass König Gustav V. abdanken wolle, sollte der Transit verweigert werden. Auf diese Weise vermied Hansson den Rücktritt der damaligen Allparteienregierung und eine schwere parlamentarische Krise.
Die Division wurde vom 25. Juni bis 12. Juli mit Zügen der schwedischen Eisenbahn befördert. Die Sowjetunion reagierte auf die bevorstehende deutsche Präsenz in Finnland am 25. Juni mit präventiven Luftangriffen auf finnische Städte, woraufhin auch Finnland aktiv in die Kampfhandlungen eingriff. Damit begann der sogenannte Fortsetzungskrieg.
Die Mittsommerkrise wurde am Ende Jahres 1946 der Öffentlichkeit bekannt. Dabei wurde König Gustav V. eine persönliche Verantwortung für die „deutschfreundliche“ Politik der Kriegsjahre zugeschrieben. Der König dementierte dies im Januar 1947 gegenüber Hanssons Nachfolger Tage Erlander. Er habe weder den Rücktritt der Regierung angestrebt noch mit seiner Abdankung gedroht.